# Selenocosmiinae
Selenocosmiinae là một phân họ nhện trong họ Theraphosidae.

## Phân loại
- Chi Chilobrachys Karsch, 1891
- Chi Coremiocnemis Simon, 1892
- Chi Haplocosmia Schmidt & von Wirth, 1996
- Chi Lyrognathus Pocock, 1895
- Chi Orphnaecus Simon, 1892
- Chi Phlogiellus Pocock, 1897
- Chi Psalmopoeus Pocock, 1895
- Chi Selenobrachys Schmidt, 1999
- Chi Selenocosmia Ausserer, 1871
- Chi Selenotholus Hogg, 1902
- Chi Selenotypus Pocock, 1895
- Chi Yamia Kishida, 1920